# Ossington (Toronto Subway)

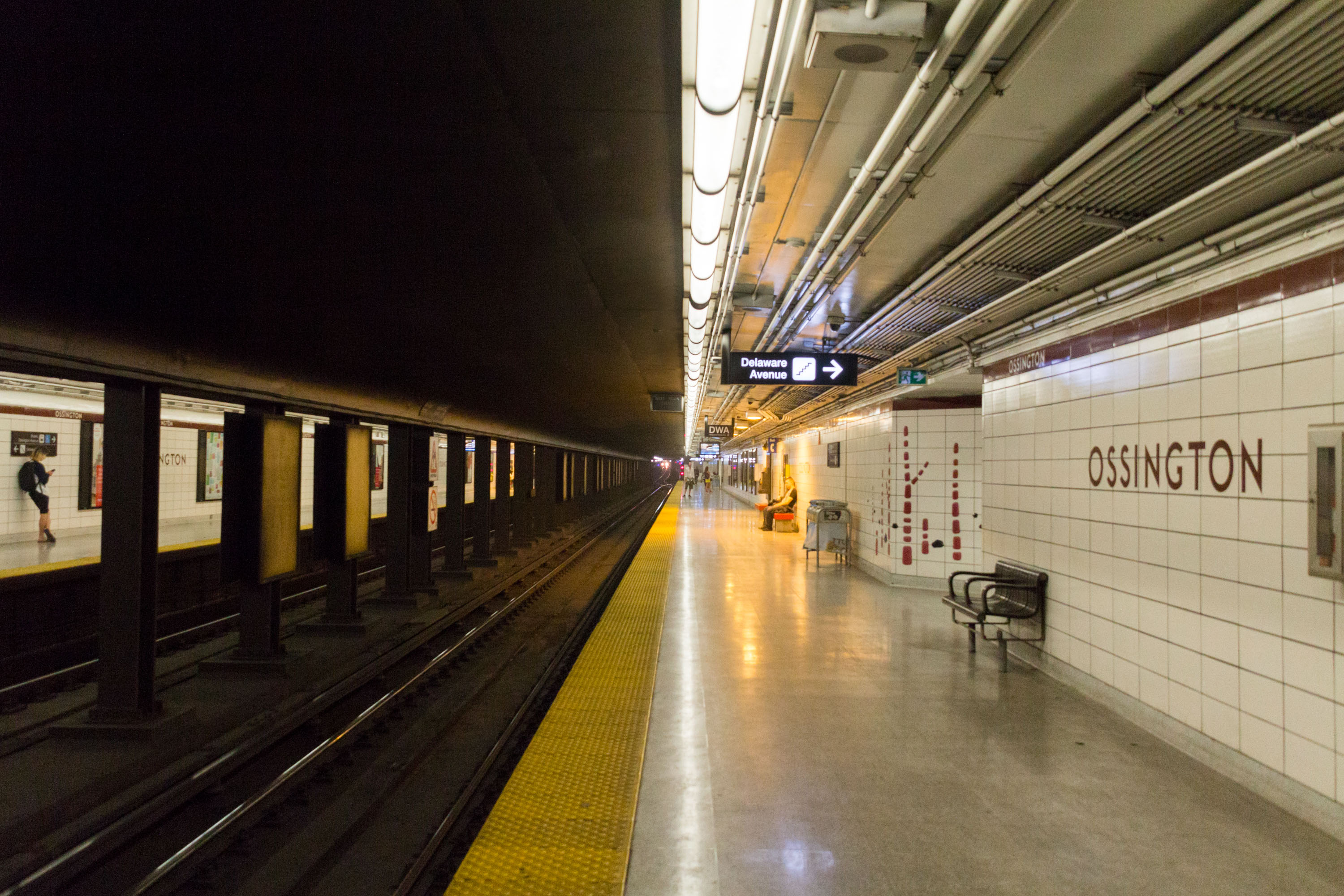
Blick auf den Bahnsteig

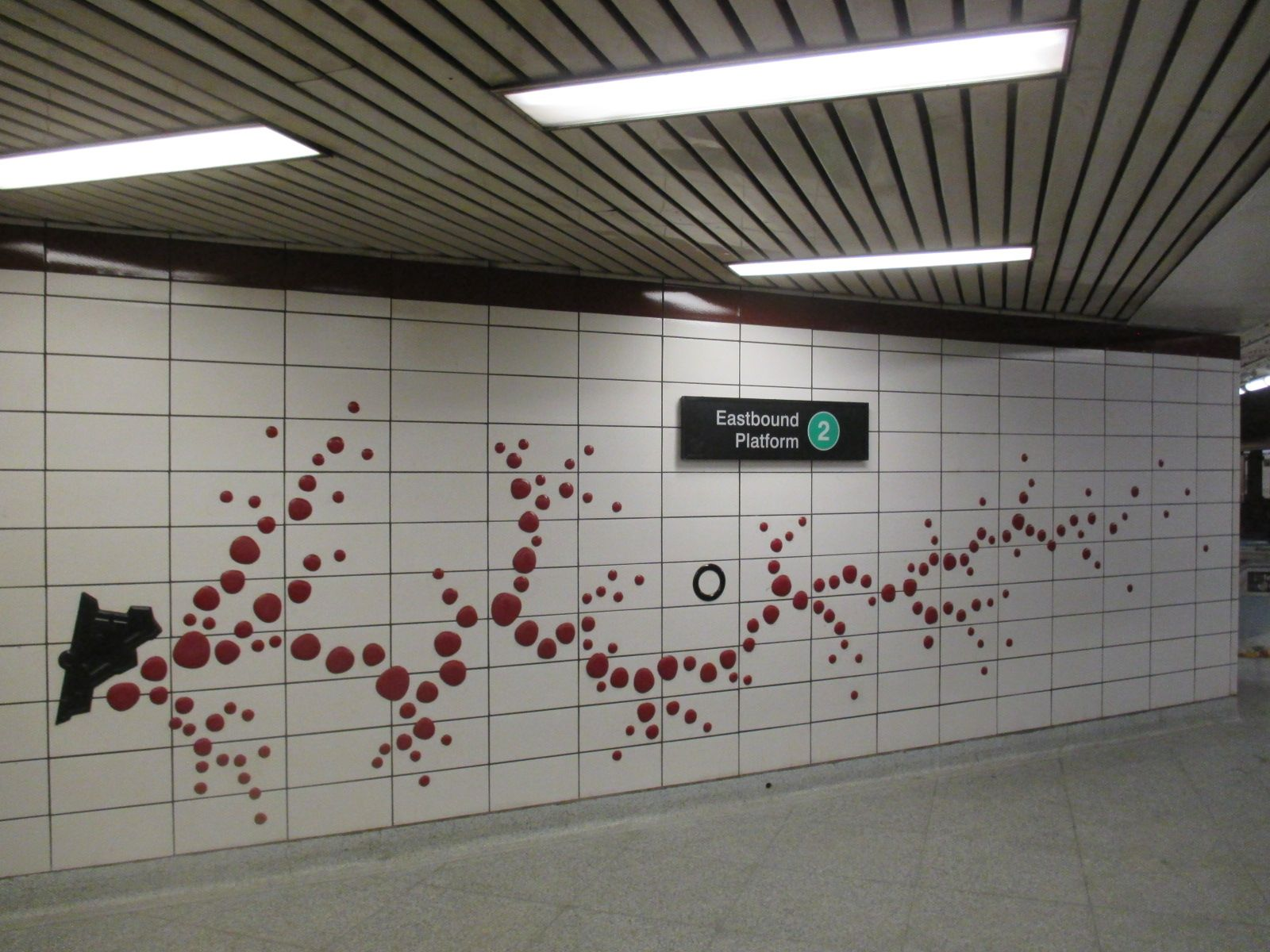
Ossington Particles

Ossington ist eine unterirdische U-Bahn-Station in Toronto. Sie liegt an der Bloor-Danforth-Linie der Toronto Subway, an der Kreuzung von Bloor Street und Ossington Avenue. Die Station besitzt Seitenbahnsteige und wird täglich von durchschnittlich 30.100 Fahrgästen genutzt (2018).
Es bestehen Umsteigemöglichkeiten zu vier Buslinien der Toronto Transit Commission (TTC), die an einer Wendeschleife unmittelbar am Stationsgebäude halten. Die Eröffnung der Station erfolgte am 26. Februar 1966, zusammen mit dem Abschnitt Keele – Woodbine. 2016 nahm die TTC eine umfassende Sanierung vor, verbunden mit einer künstlerischen Neugestaltung. Das dabei installierte Kunstwerk Ossington Particles von Scott Eunson besteht aus 800 farbigen Keramikfliesen, die an die Wand geklebt wurden. Sie sollen laut Aussage des Künstlers die natürliche und menschliche Geschichte der Gegend darstellen.